# Igreja de São Salvador em Onda
San Salvatore in Onda ou Igreja de São Salvador em Onda é uma igreja de Roma, Itália, localizada no rione Regola, na via dei Pettinari. É consagrada a Jesus Cristo e uma das principais igrejas dos palotinos.
É uma igreja subsidiária da paróquia de Santi Biagio e Carlo ai Catinari. 

## História
A via dei Pettinari percorre a antiga rota que começa na Pons Aurelius e seguia até o Teatro de Pompeu. Já existia uma igreja no local no século XII e ela foi mencionada numa bula do papa Honório II em 1127, com a dedicação original de "Transfiguração de Nosso Senhor Jesus Cristo", um tema retratado na abside por Filippo Prosperi. Entre as janelas, em cada um dos oito quadrantes separados pelas pilastras apoiadas na parede vermelho-escuro, Prosperi também afrescou, em dourado, santos e patriarcas do Antigo Testamento que prefiguraram o Salvador. O termo "onda" é uma referência às frequentes enchentes no local por causa da proximidade do Tibre.
A igreja e o convento adjacente foram cedidos aos franciscanos conventuais em janeiro de 1445 pelo papa Eugênio IV e, em 1844, o papa Gregório XVI cedeu novamente a igreja a uma nova ordem fundada por Vicente Pallotti. O campanário recebeu dois novos sinos em 1850 para repor os antigos, tomados pela República de Roma em 1848. Em 1867, a igreja passou por uma grande reforma que incluiu a elevação do piso, dirigida por Luca Carimini, e assumiu um formato basilical. A obra foi patrocinada pelos irmãos Cassetta, Antonio e Pietro, pois os palotinos não tinham recursos para isto. A igreja foi reaberta em 6 de agosto de 1878 numa missa oficiada pelo monsenhor Francesco di Paola Cassetta.  
O interior está dividido por doze pilares em uma nave central ladeada por dois corredores. No centro da abside está um afresco, "Madona com o Menino", de Cesare Mariani (1878), que substituiu uma imagem da "Rainha dos Apóstolos", de Serafino Cesaretti. Abaixo do altar-mor está um sarcófago feito por Arnoldo Brandizzi, que, desde 1950, abariga o corpo de São Vicente Pallotti.
Uma capela lateral, dedicada à "Virgo Potens", se abre à direta da nave e foi erigida no século passado pela família Cassetta. No altar está uma imagem da "Virgo Potens" doada pela venerável Elisabetta Sanna, que morreu em 1857 e foi enterrada no local. As estações da cruz são de Domenico Cassarotti e o órgão, de Pietro Pantanella. 
Abaixo do presbitério está a cripta, datando provavelmente do século VIII. Sob ela, estão porões e adegas de vinho do período romano.
O papa São João Paulo II visitou a igreja em 22 de junho de 1986, onde ele passou algumas semanas enquanto seminarista em 1946.

## Elizabeth Sanna
Elizabeth Sanna nasceu em 23 de abril de 1788 em Condrongianos, Sardenha, numa família de fazendeiros. Aos três meses de idade, contraiu varíola, o que a deixou levemente aleijada. Casou-se em 1807, aos dezenove e, com marido, Antônio, teve sete filhos, dois dos quais morreram ainda jovens. Em 1825, ele morreu, deixando-a viúva com cinco filhos com idades entre três e dezessete. Em 1830, ela peregrinou a Roma, encontrou com São Vicente Pallotti e tornou-se uma franciscana terceira secular e, depois, um dos primeiros membros dos palotinos. Morreu em Roma, em 17 de fevereiro de 1857, e foi enterrada em San Salvatore in Onda. Em 27 de janeiro de 2014, o papa Francisco declarou Elizabeth Sanna venerável.

## Galeria

Imagens da igreja
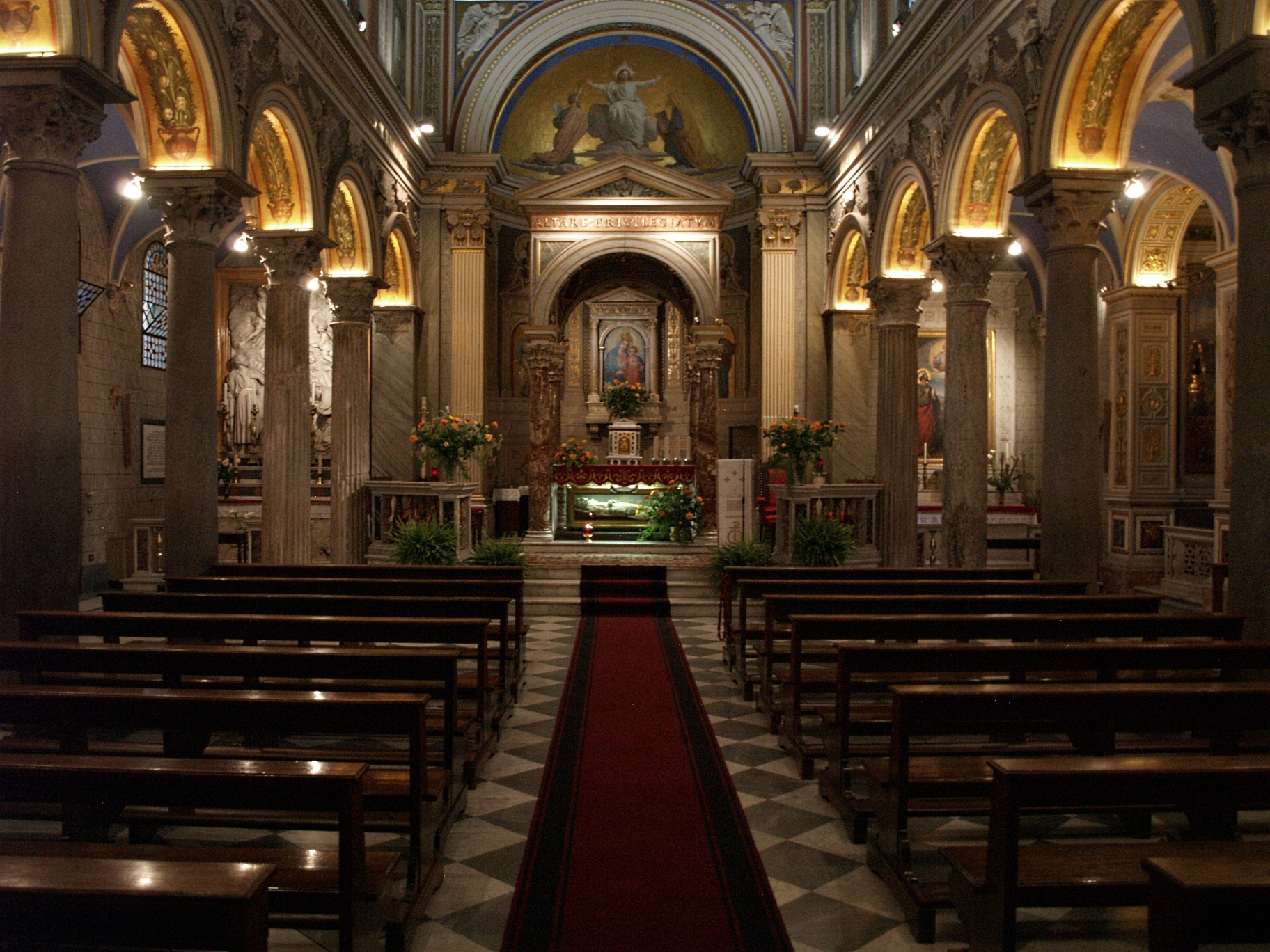
Vista em direção ao altar-mor.
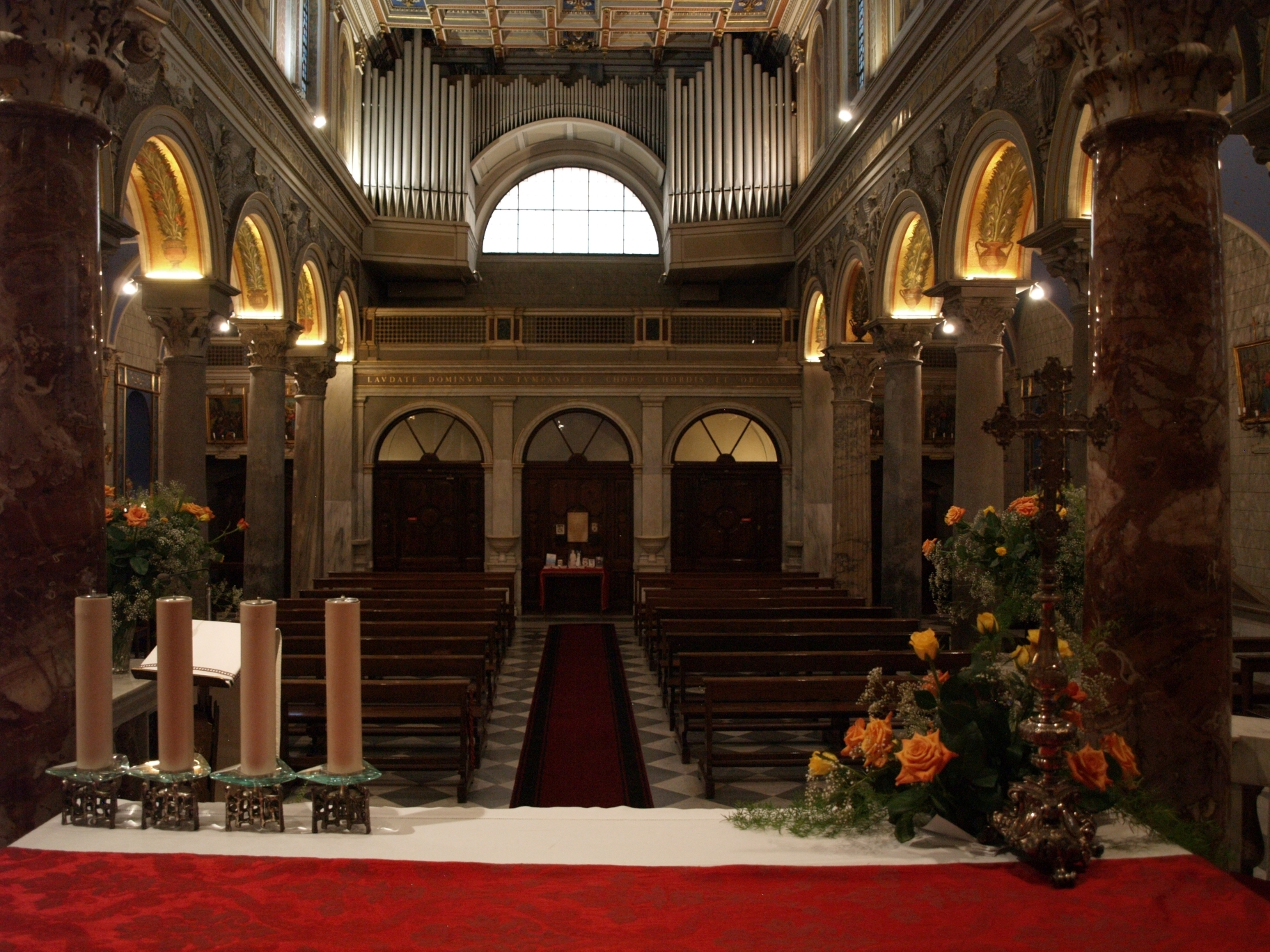
Contra-fachada e o órgão.
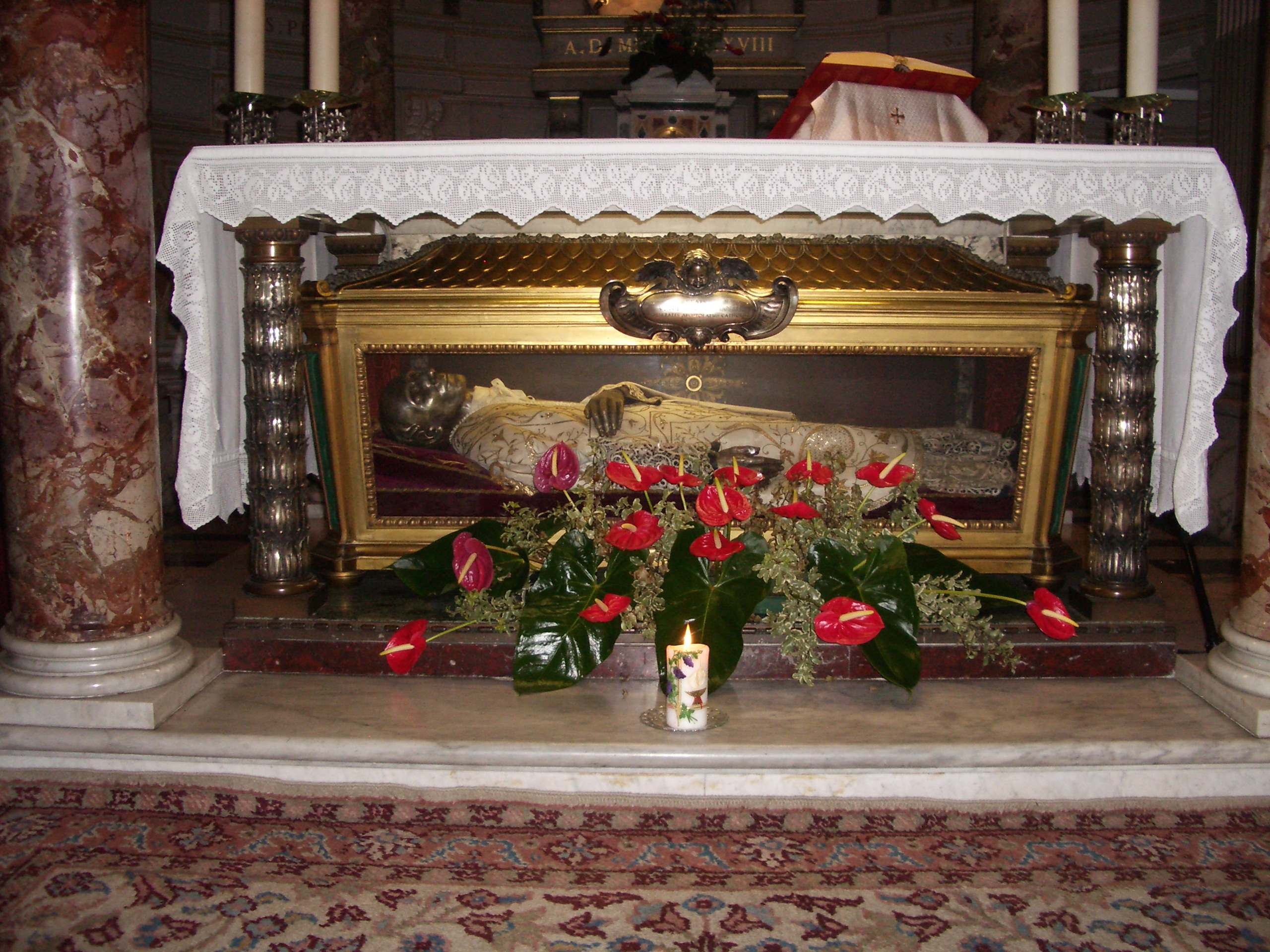
Túmulo de São Vicente Pallotti.
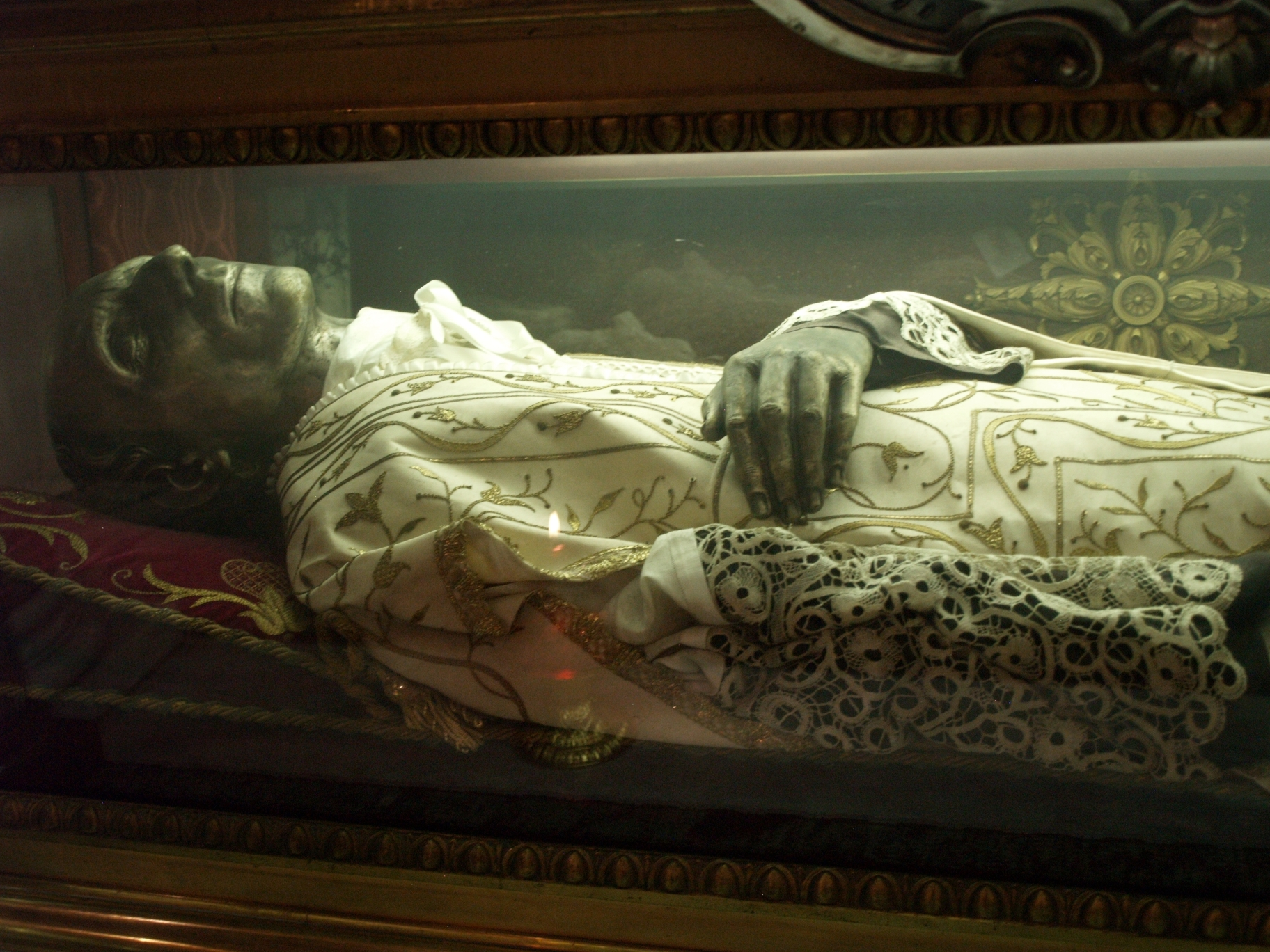
Detalhe do túmulo.